# روز جمهوری (آلمان شرقی)
روز جمهوری، یک تعطیلات رسمی در آلمان شرقی بود که هر ساله در ۷ اکتبر از سال ۱۹۴۹ تا ۱۹۸۹ جشن گرفته می شد. روز جمهوری به یاد سالگرد تأسیس جمهوری دموکراتیک آلمان در ۷ اکتبر ۱۹۴۹ است. در روز جمهوری، دولت جمهوری دموکراتیک آلمان جایزه ملی جمهوری دموکراتیک آلمان را به بسیاری از مردم اعطا کرد.  

## زمینه

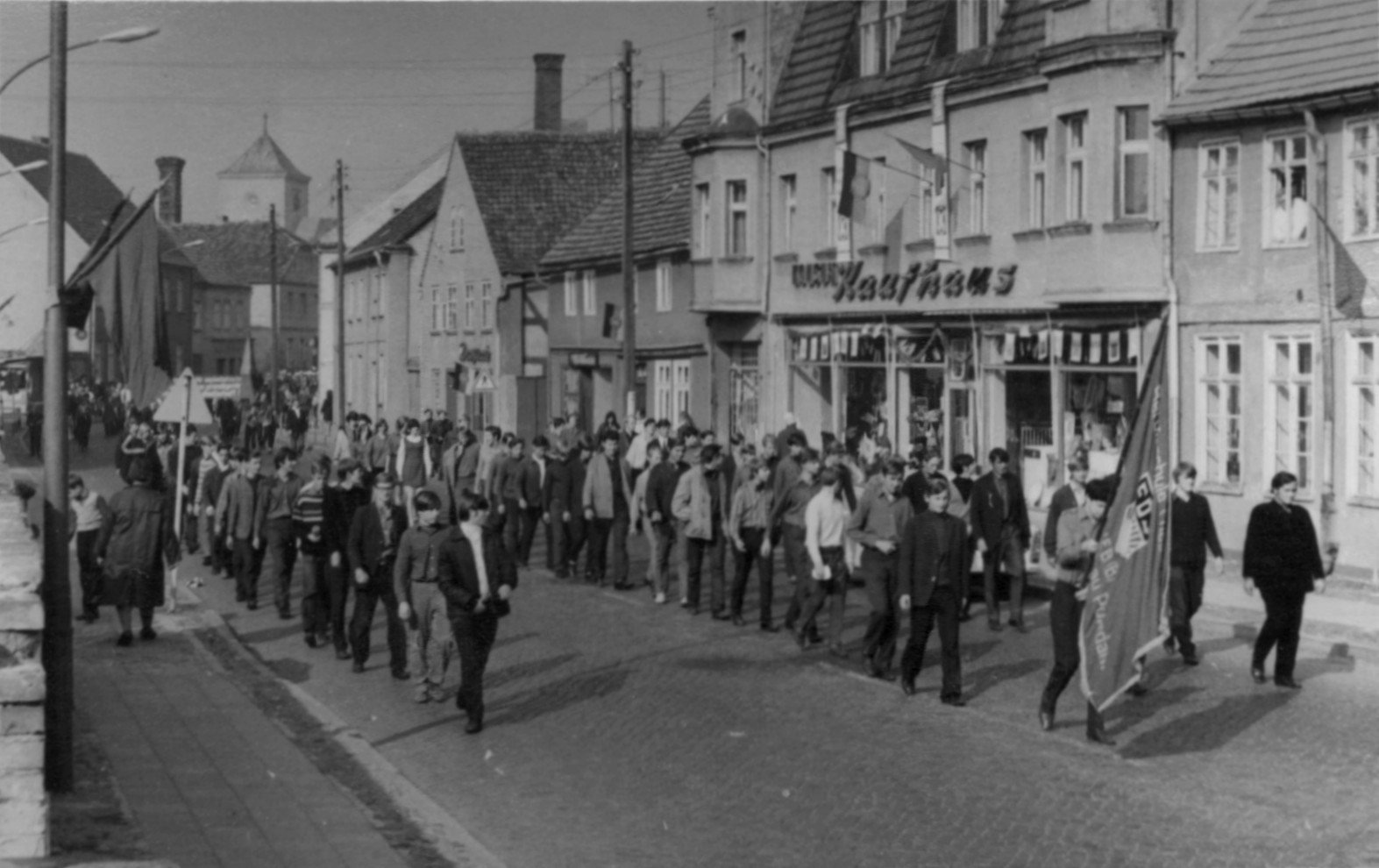
جشن های سال 1969

این روز به یاد ۷ اکتبر ۱۹۴۹ است، زمانی که جمهوری دموکراتیک آلمان در قلمرو منطقه اشغال شوروی ، تقریباً نیم سال پس از تأسیس جمهوری فدرال آلمان پس از تصویب قانون اساسی در ۲۳ مه ۱۹۴۹، تشکیل شد. بلافاصله توسط یک دولت تشکیل شده توسط حزب کمونیست حاکم، که در محلی به عنوان حزب اتحاد سوسیالیست آلمان (SED) شناخته می شود (در آوریل ۱۹۴۶) رهبری شد. این امر باعث تقویت تقسیم آلمان در سال ۱۹۴۵ و سیستم های سیاسی متفاوت دو ایالت شد. اولین جشن بزرگ در سال ۱۹۵۹ در دهمین سالگرد تشکیل جمهوری آلمان برگزار شد. این روز در سال ۱۹۹۰ با روز وحدت آلمان جایگزین شد که امروز در ۳ اکتبر، چهار روز قبل از روز جمهوری آلمان برگزار می شود. 

## جشن ها
به مناسبت روز جمهوری، هر پنج سال یکبار تمبرهای ویژه ای به مناسبت تاسیس جمهوری آلمان صادر می شد. از دهه ۱۹۷۰، این روز بیشتر و بیشتر به تعطیلات مردمی تبدیل شد، بدون تظاهرات، اما با ویژگی جشنواره مردمی. در سال ۱۹۷۶، کاخ جمهوری در روز جمهوری افتتاح شد.  در روز جمهوری در سال ۱۹۷۷، درگیری های خشونت آمیزی بین پلیس مردمی و جوانان در میدان الکساندر پلاتز برلین رخ داد. آنها شعارهایی مانند "مرگ بر جمهوری دموکراتیک آلمان!" یا "به صلح فرصت بده" و بسیاری از آنها دستگیر و محکوم شدند.  

## رژه نظامی

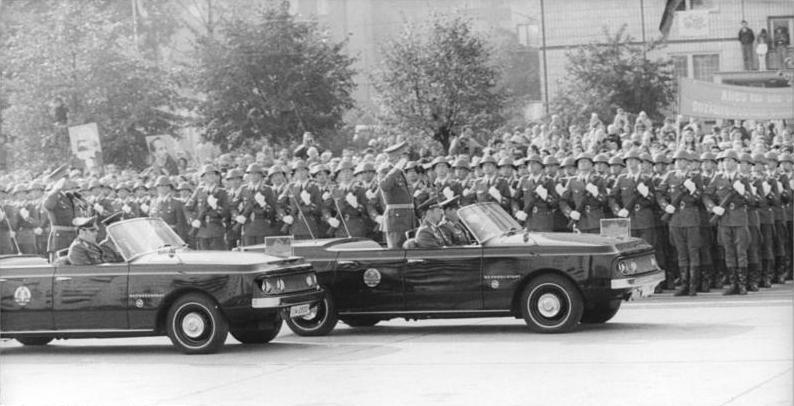
رژه بیست و پنجمین سالگرد در سال ۱۹۷۴. این رژه با حضور لئونید برژنف رهبر شوروی برگزار شد.

دولت آلمان شرقی از دهمین سالگرد آن در سال ۱۹۵۹ همواره رژه روز جمهوری را در کارل مارکس آللی (بین الکساندرپلاتز و استراوسبرگر پلاتز) برگزار کرده است. برجسته ترین جشن های روز جمهوری در سال های ۱۹۷۴، ۱۹۷۹  و ۱۹۸۹ به ترتیب در ۲۵، ۳۰ و ۴۰  امین سالگرد برگزار شده است. از آنجایی که این حضور نظامی در تضاد با وضعیت چهار قدرت برلین بود، رژه‌های نظامی مرتباً به یادداشت‌های اعتراضی قدرت‌های غربی منجر می‌شد. آخرین رژه نظامی در سال ۱۹۸۹ برگزار شد. همچنین ناوگان فولکس مارین هم در این تاریخ افتتاح شد. رژه همیشه توسط فرمانده رژه که دارای درجه سرهنگی و سمت رئیس نیروی زمینی بود هدایت می شد. از سال ۱۹۷۲، زمانی که این پست ایجاد شد، تا سال ۱۹۸۹، این پست توسط ژنرال هورست استچبارث ، که در آن سال ها فرمانده رژه بود، اداره می شد.

### خالکوبی بزرگ روز جمهوری

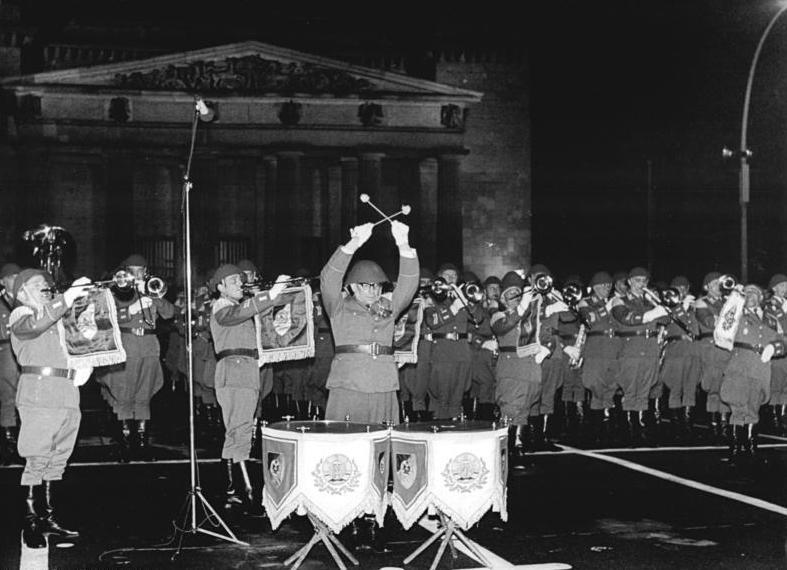
مراسم خالکوبی بزرگ در روز جمهوری در سال ۱۹۷۴.

مراسم سنتی نظامی آلمانی Großer Zapfenstreich ("خالکوبی بزرگ") در روز جمهوری در شب برگزار شد. این مراسم در سال ۱۹۸۱ پس از معرفی در ۱۹۶۲ رسمی شد و از دوران پروس به روز شد تا برای افزودن "عناصر میراث نظامی مترقی" که شامل آهنگ‌های شوروی و ترکیبی از آهنگ‌های آلمانی و بین‌المللی طبقه‌ی کارگر بود، تنظیم شود.

## نگارخانه

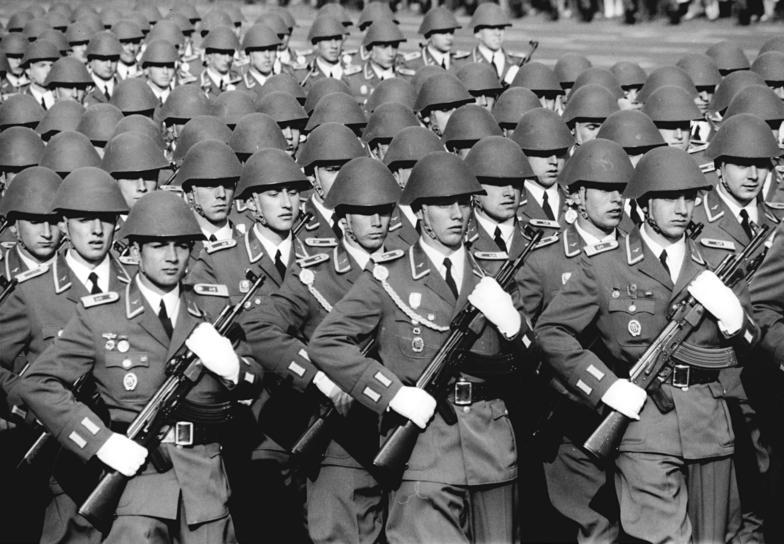
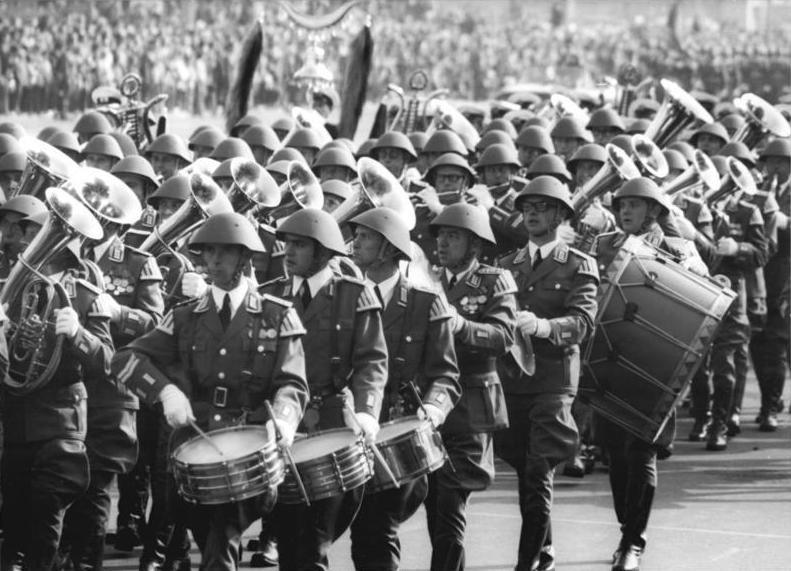
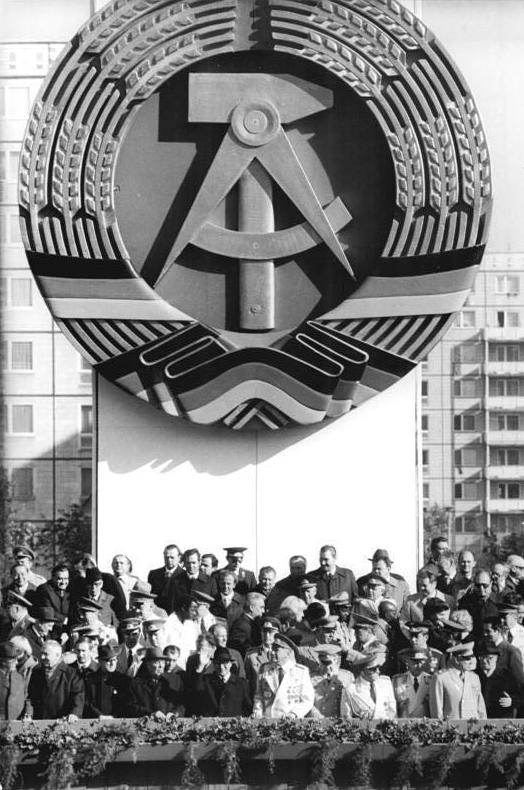
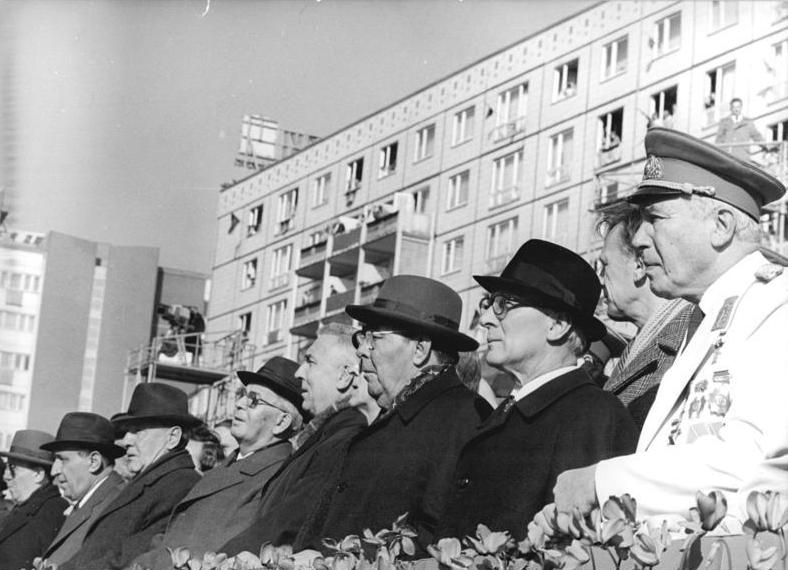
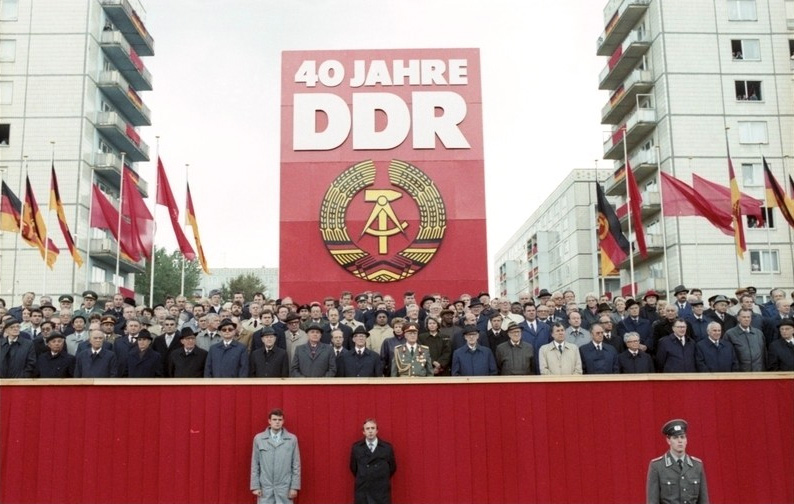
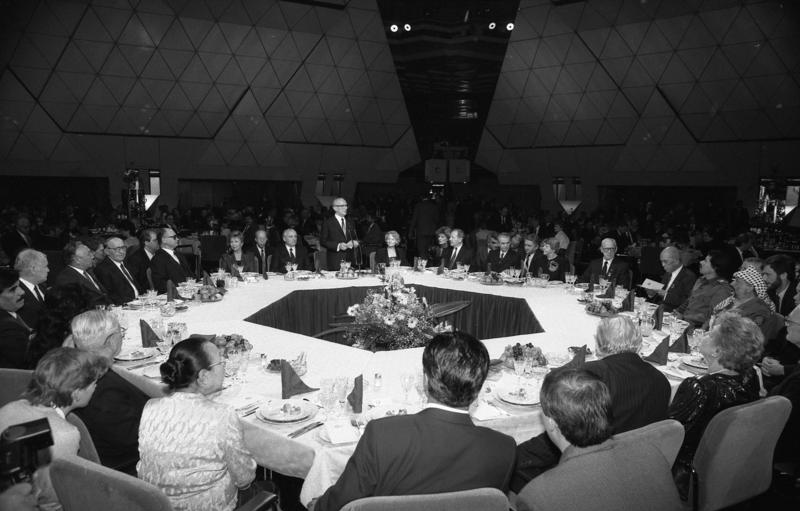
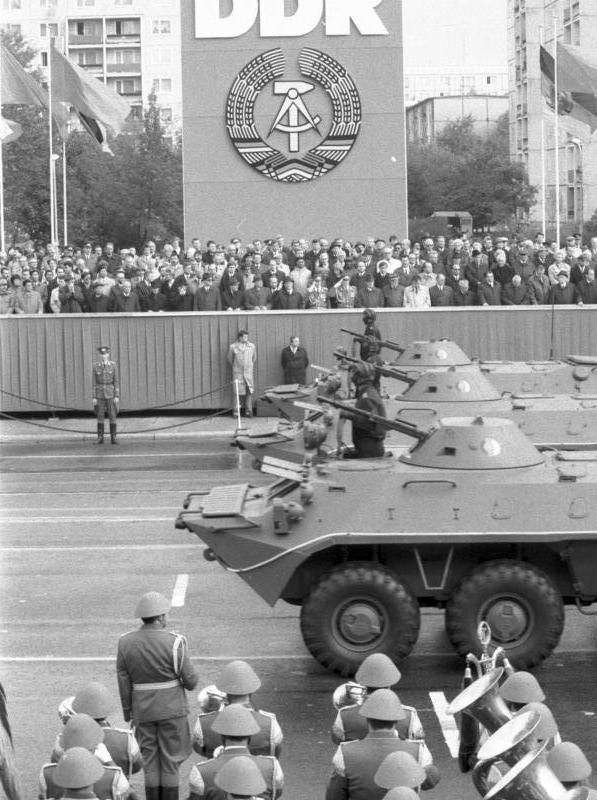